# Фархи, Хания
Хания́ Фархи́ (тат. Хәния Фәрхи, наст. Хания Фархлисламовна Биктагирова (тат. Хәния Фәрхлислам кызы Биктаһирова; 30 мая 1960, Верхняя Салаевка, Татышлинский район, Башкирская АССР, РСФСР, СССР — 27 июля 2017, Верхняя Салаевка, Татышлинский район, Республика Башкортостан, Российская Федерация) — российская эстрадная певица, актриса. Народная (2000) и Заслуженная (1996) артистка Республики Татарстан, «примадонна татарской эстрады».

## Биография
Хания Фархи родилась 30 мая 1960 года в деревне Верхняя Салаевка Татышлинского района Башкирской АССР. Училась в школе соседней деревне Бадряшево. По национальности татарка.
После школы училась в Москве в текстильном училище, после него поступила в текстильный институт.
Затем переехала в Казань для продолжения творческой карьеры, поступила в театральное училище (курс Р. М. Батуллина), которое окончила в 1985 году. Карьеру драматической актрисы начинала в Татарском государственном республиканском передвижном театре (тат. Республика күчмә театры) (с 1989 г. — Татарский театр драмы и комедии имени Карима Тинчурина). До 1989 года являлась актрисой этого театра.
С 1989 года по 1991 год — солистка ВИА «Байрам» Московской областной филармонии (художественный руководитель — Рифкат Сайфутдинов). Первоначально выступала под своей фамилией, затем взяла фамилию Фархи в знак уважения к отцу. В ансамбле на тот момент работали ставшие известными исполнители Неля Фатехова (тат. Наилә Фатехова), Мирсаид Сунгатуллин, Равиль Харисов. Несмотря на то, что многие считают, что именно Фархи являлась автором музыки к песне «Сагынам сине, Питрәч», музыку написал Сайфутдинов, авторство подтверждено в РАО. В содружестве с Сайфутдиновым на стихи Фархи написаны песни: «Жилэк жыйганда», «Рэхмэт», «Кызыбыз сине котэ», «Кузлэр», "Син тыелган жимешем", "О, Афганистан!" В 1991 году Рифкат Сайфутдинов покинул коллектив, назначив Фархи худруком ВИА. Она возглавляла его по 2017 год. В 2021 году Сайфутдинов в группе памяти певицы опубликовал цикл воспоминаний о работе с певицей.
С  1994 по 2000 год - Фархи работала во Дворце культуры «Энергетик» города Набережные Челны, а с 2006 года проживала в Казани.
В последние годы жизни у певицы ухудшалось здоровье, в 2012 году она пережила тяжёлую операцию на мозге. Предполагаемой причиной этому были нагрузки, связанные с высокой популярностью. В связи с этим артистка намеревалась закончить творческую карьеру, но, по её словам, «сцена не отпустила». В 2015 году сыграла в сериале «Белые цветы» по повести А. Абсалямова.
27 июля 2017 года Хания Фархи скончалась в возрасте 57 лет от обширного инфаркта, когда навещала свою 87-летнюю мать в родной деревне Верхняя Салаевка. За два часа до смерти она дала интервью агентству «Татар-информ».
Её похороны состоялись 29 июля 2017 года в Казани на Ново-Татарском кладбище. По информации газеты «Вечерняя Казань», при жизни она высказывала пожелание умереть в родной деревне и быть похороненной в Казани.

## Семья
1 муж - Фанавиль Галиев ( 1960 -2012). Народный артист Татарстана. Актёр, режиссёр, сценарист. В браке родилась дочь, Алия Гараева (Галиева).
2 муж - Габдулхай Биктагиров. По профессии строитель, затем директор группы Хании Фархи - ,,Байрам''. В браке родилась дочь Алсу.
У Хании Фархи остались две дочери и трое внуков.

## Творчество
Большую популярность певице принесли песни «Әлдермешкә кайтам әле» («Вернусь ещё в Альдермыш»), «Сагынам сине, Питрәч» («Скучаю по тебе, Пестрецы») «Сагынам сине, Питрәч» — песня, написанная композитором Р. Сайфутдиновым на стихи Хании Фархи, после которой молодая певица - Хания «проснулась знаменитой». Популярные песни певицы, кроме выше названных: «Үпкәләсәң, әйдә, үпкәлә» («Обижаешься, так обижайся»), «Онытылыр димә» («Не говори, что забудется»), «Казан кичләре» («Казанские вечера»), «Кышкы чия» («Зимняя вишня»). В репертуаре Хании Фархи более 300 песен башкирских и татарских композиторов, татарских народных песен. На  стихи собственного сочинения писали композиторы: Р. Сайфутдинов, Ф. Муртазин, И. Закиров, Н. Хусаинов. Сама Фархи написала одну песню на свои стихи: ,, Арала бу газаптан'' 
В 2015 году примадонна национальной эстрады гастролировала с новой юбилейной программой «Үткәннәрдән киләчәккә сезнең белән жырлап барам» («Из минувшего в будущее иду с вами с песней»).
Обладательница 17-ти «Золотых барсов» на конкурсе «Татар жыры» («Татарская песня»). Принимала участие в телевизионном конкурсе профессиональных исполнителей эстрадных и народных песен на башкирском языке «Башкорт йыры» («Башкирская песня»). Лауреат Регионального песенного фестиваля «Соловей» (1999, 2000; г. Казань).

## Дискография
- Бэхеткэ тузеп кара (2000 год)
- Тормыш жыры 2 (2002 год)

Именная звезда Хании Фархи в Казани

- Жырларымда сезнен язмышлар (2003 год)
- Кышкы чия (2004 год)
- Мэнге гашыйк калыйк эле (2005 год)
- MP3 коллекция (2006 год)
- Яшик эле! (2006 год)
- Рэхмэт сина, жырым! (2008 год)
- Яхшысын сайлап кына (2009 год)
- Гомерлэрне улмэс жыр итэек (2010 год)

## Награды и звания
Звания
- Почётное звание «Народный артист Республики Татарстан» (2000 год).
- Почётное звание «Заслуженный артист Республики Татарстан» (1996 год).

Медали
- Медаль «В память 1000-летия Казани» (2005 год)[10].
- Медаль «За доблестный труд» (2015 год) — за многолетнюю творческую деятельность и большой вклад в развитие татарского музыкального искусства[11].

## Память
- В селе Верхние Татышлы Татышлинского района Республики Башкортостан 30 мая 2022 года открыт памятник Хании Фархи[12].
- На Казанской аллее звёзд заложена именная звезда Хании Фархи.